# Viquipèdia en neerlandès
La Viquipèdia en neerlandès (Nederlandse Wikipedia), l'edició en Neerlandès de Viquipèdia va començar el 19 de setembre de 2001, aquesta edició tenia uns 100.000 articles l'octubre de 2005, va arribar als 500,000 el 30 de novembre de 2008 i a un milió en desembre de 2011. Actualment, (agost 2025) té 2.069.405 articles. El 59% dels articles han estat creats per bots. Encara que amb fluctuacions, ha assolit la novena posició per nombre d'articles. En 2006 un estudi de Multiscope la viquipèdia fou puntuada com la tercera millor web neerlandesa després de Google i Gmail, amb un 8.1.